# HMS Blencathra (L24)
«Блінкатра» (L24) (англ. HMS Blencathra (L24) — військовий корабель, ескортний міноносець типу «Хант» «II» підтипу Королівського військово-морського флоту Великої Британії за часів Другої світової війни.
«Блінкатра» закладений 11 листопада 1939 року на корабельні компанії Cammell Laird у Беркенгеді. 6 серпня 1940 року він був спущений на воду, а 14 грудня 1940 року увійшов до складу Королівських ВМС Великої Британії.
Ескортний міноносець «Блінкатра» брав участь у бойових діях на морі в Другій світовій війні, змагався біля західних берегів Європи, на Середземному морі. Залучався до підтримки висадки морських десантів в Італії і Франції, супроводжував транспортні конвої союзників.
За проявлену мужність та стійкість у боях бойовий корабель заохочений сьома бойовими відзнаками.

## Історія служби
Після введення в експлуатацію «Блінкатра» одразу ж розпочав приймальні випробування, за якими були доопрацювання. Після їх завершення в січні 1941 року він розпочав службу у складі 1-ї ескадреної міноносної флотилії, що базувалася в Портсмуті, здійснював патрулювання і охорону конвоїв у Ла-Манші. 12 травня 1941 року він разом з «Берклі» супроводжував важкий крейсер «Бервік» з Портсмута до Росайта, де «Бервік» мав завершити ремонт, після чого повернувся до своїх рутинних обов'язків.
14 березня 1942 року корабель брав участь у невдалій спробі перехопити німецький торговий рейдер «Міхель» до того, як той зміг вирватися в північну частину Атлантичного океану, і зазнав пошкоджень, коли німецький допоміжний крейсер відкрив по британському ескортному міноносцю вогонь. 18 червня 1942 року німецька авіація пошкодила його гарматним вогнем і майже не знищила бомбами, коли конвой, який «Блінкатра» супроводжував у Ла-Манші, потрапив під повітряну атаку.
У другій половині 1942 року «Блінкатра» був переведений до 21-ї флотилії есмінців — до якої також були приписані однотипні кораблі «Каттісток», «Коттесмор», «Ферні», «Гарт», «Голдернесс», «Мендіп», «Мейнелл» і «Пітчлі» — що базувалися в Ширнессі, для чергування з супроводу конвоїв між гирлом Темзи та Ферт-оф-Форт.
У травні 1943 року Королівський флот відібрав «Блінкатру» для участі в операції «Хаскі», вторгненні союзників на Сицилію, запланованому на липень 1943 року. У червні 1943 року він вирушив з Гарвіча до річки Клайд, де 21 червня 1943 року приєднався до легкого крейсера «Уганда», есмінців «Віцерой», «Воллес», «Візерінгтон» і «Вулстон» та ескортних есмінців «Ерроу», «Бланкні», «Брекон», «Бріссенден», «Гемблдон», «Ледбері» і «Мендіп», які супроводжували військовий конвой WS 31/KMF 17 на ділянці переходу між Клайдом і Гібралтаром. 26 червня 1943 року конвої розділилися, і есмінці «Амазон», «Бульдог» і «Фоксхаунд», що базувалися в Гібралтарі, та ескортний міноносець «Блекмор» взяли на себе супроводження конвою WS 31, який продовжив свій шлях до Фрітауна, Сьєрра-Леоне, на шляху до Близького Сходу, в той час як «Блінкантра» з екіпажем попрямував до Гібралтару в супроводі KMF 17, 28 червня 1943 року прибувши туди.
10 березня 1944 року «Бланкні», «Блінкатра», «Брекон», «Ексмур» і американський «Медісон» виявили неподалік від міста Остія та скоординованою атакою глибинними бомбами потопили U-450. Усі 42 члени екіпажу були взяті в полон.
29 березня 1944 року есмінець «Ульстер» виявив північніше Палермо за допомогою сонара ASDIC німецький підводний човен. У ранкові години 30 березня U-223 був атакований північно-східніше Палермо глибинними бомбами британських есмінців «Лафорей» і «Тьюмалт», що вимусило його спливти на поверхню й вступити в артилерійську дуель з британськими кораблями. Незабаром підійшли есмінці «Гамблдон» і «Блінкатра» і в результаті перестрілки німецький підводний човен був затоплений, втім U-223 встигнув потопити британський есмінець «Лафорей». З екіпажу U-223 23 людини загинули та 27 були врятовані британцями.
У травні 1944 року «Блінкатра» був приписаний до 21-ї флотилії есмінців у Ширнессі і розпочав навчання з підготовки до вторгнення в Нормандію. На початку червня 1944 року він приєднався до 113-ї ескортної групи, що складалася з фрегатів «Волдегрейв» і «Вітакер» та шлюпів «Гарт» і «Вімбрел», і разом з ними вирушив до Мілфорд-Гейвен, звідки група мала супроводжувати конвой EBP 2 — п'ять військових транспортів з підрозділами американської армії для висадки на плацдармі «Юта», штабний корабель для керування військами десанту з «Малберрі B» і три менших торговельних судна — до Нормандії. Висадка була відкладена на 24 години до 6 червня 1944 року через погану погоду, але конвой вийшов з Бристольської затоки того ж дня під охороною 113-ї ескортної групи і фрегатів «Спрегг» і «Стокхем» 112-ї ескортної групи, пройшов протоку Солент 7 червня 1944 року і прибув до плацдарму «Юта» 8 червня 1944 року. Потім «Блінкатра» попрямував до Плімута і, діючи разом з «Гемблдоном» і «Мендіпом», охороняв конвої, що перевозили підкріплення і припаси на нормандські плацдарми, доки 30 червня 1944 року не був звільнений від цих обов'язків.
Після завершення операції «Нептун» «Блінкатра» залишався в Ла-Манші для патрулювання, захисту конвоїв і підтримки військових операцій у Франції до серпня 1944 року. 3 серпня 1944 року він зазнав пошкоджень, коли намагалася врятувати захоплену німецьку людино-торпеду, і її підривний заряд здетонував.